# Dorcadion wolfi
Dorcadion wolfi är en skalbaggsart som beskrevs av Krätschmer 1985. Dorcadion wolfi ingår i släktet Dorcadion och familjen långhorningar. Inga underarter finns listade i Catalogue of Life.